# L3MBTL
La proteína similar a un tumor cerebral maligno letal (3) es una proteína que en humanos está codificada por el gen L3MBTL.
Este gen codifica el homólogo de una proteína identificada en Drosophila como supresor de la transformación maligna de neuroblastos y células madre ganglionares en los centros ópticos del cerebro. Este producto génico se localiza en los cromosomas condensados de las células mitóticas. La sobreexpresión de este gen en una línea celular de glioma da como resultado una segregación nuclear inadecuada y células multinucleadas que producen citocinesis. Alternativamente, se han identificado variantes de transcripciones empalmadas que codifican diferentes isoformas.